# Sala Nezahualcóyotl
La Sala Nezahualcóyotl és una sala de concerts fundada el 31 de desembre de 1976, creada per a ser la seu de l'Orquestra Filharmònica de la Universitat Nacional Autònoma de Mèxic. L'arquitecte de la Sala Nezahualcóyotl és Arcadio Artis, mentre que el disseny acústic va estar a càrrec de Christopher Jaffe. Compta amb un escenari de 240 metres quadrats i amb 4,900 metres quadrats d'àrea de serveis. Està inspirada en el disseny de la Berliner Philarmoniker i en l'acústica de la Concertgebouw d'Amsterdam.

## Característiques
L'auditori a càrrec dels arquitectes Orso Núñez Ruiz Velasco i Arcadio Artis va ser construït entre els anys 1975 i 1976, amb un cost aproximat de mil 600 milions de pesos, compta amb una capacitat per a albergar a 2.229 persones i està situada dins del Centre Cultural Universitari de la Universitat Nacional Autònoma de Mèxic al sud de la Ciutat de Mèxic.
El caràcter modern de la Sala consisteix en la disposició de l'escenari, envoltada de seients a tot arreu de l'escenari. És considerada en l'actualitat com una de les sales més importants de Mèxic i Amèrica Llatina.
La Sala Nezahualcóyotl es distingeix per comptar amb un arranjament de panells suspesos sobre l'escenari i bona part de l'auditori, una les seves funcions és precisament reflectir l'energia sonora, que emana verticalment de l'orquestra i redirigir-la cap a les butaques. Cadascuna d'aquestes compta amb un suport de fusta que ajuda al rebot del so.
Compte amb camerinos i saló d'assajos, aquest últim mesura aproximadament 18.50 metres d'ample per 12.30 metres de fons i gràcies a la instal·lació de panells acústics i una catifa, és possible que l'orquestra estigui tocant en l'escenari al mateix temps que un altre assemblament es troba assajant en la part inferior.
El disseny és exemple de l'arquitectura brutalista, segell de l'arquitecte Orso Núñez Ruiz Velasco.

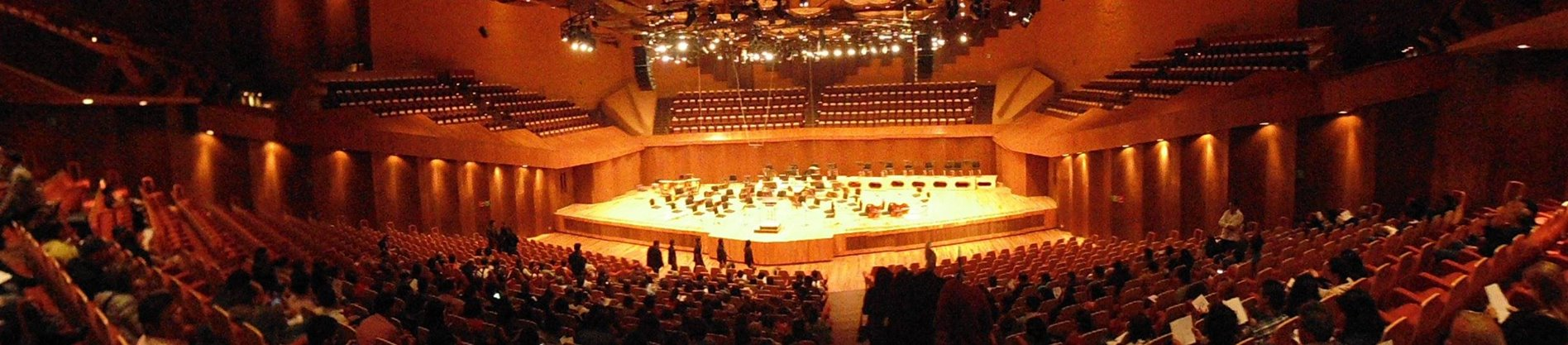
Concert a la Sala Nezahualcóyotl.

## Seu de l'OFUNAM
La construcció de la Sala Nezahualcóyotl va servir per a donar-li una seu definitiva a l'Orquestra Filharmònica de la UNAM, que oferia els seus concerts o assajava, des dels seus primers anys —quan encara es deia Orquestra Simfònica de la UNAM— als auditoris Justo Sierra de la Facultat de Filosofia i Lletres, sl Raoul Fournier de la Facultat de Medicina, o en el teatre Carlos Lazo de la Facultat d'Arquitectura.

## Galeria recinte exterior

Diferents vistes de la Sala Nezahualcóyotl
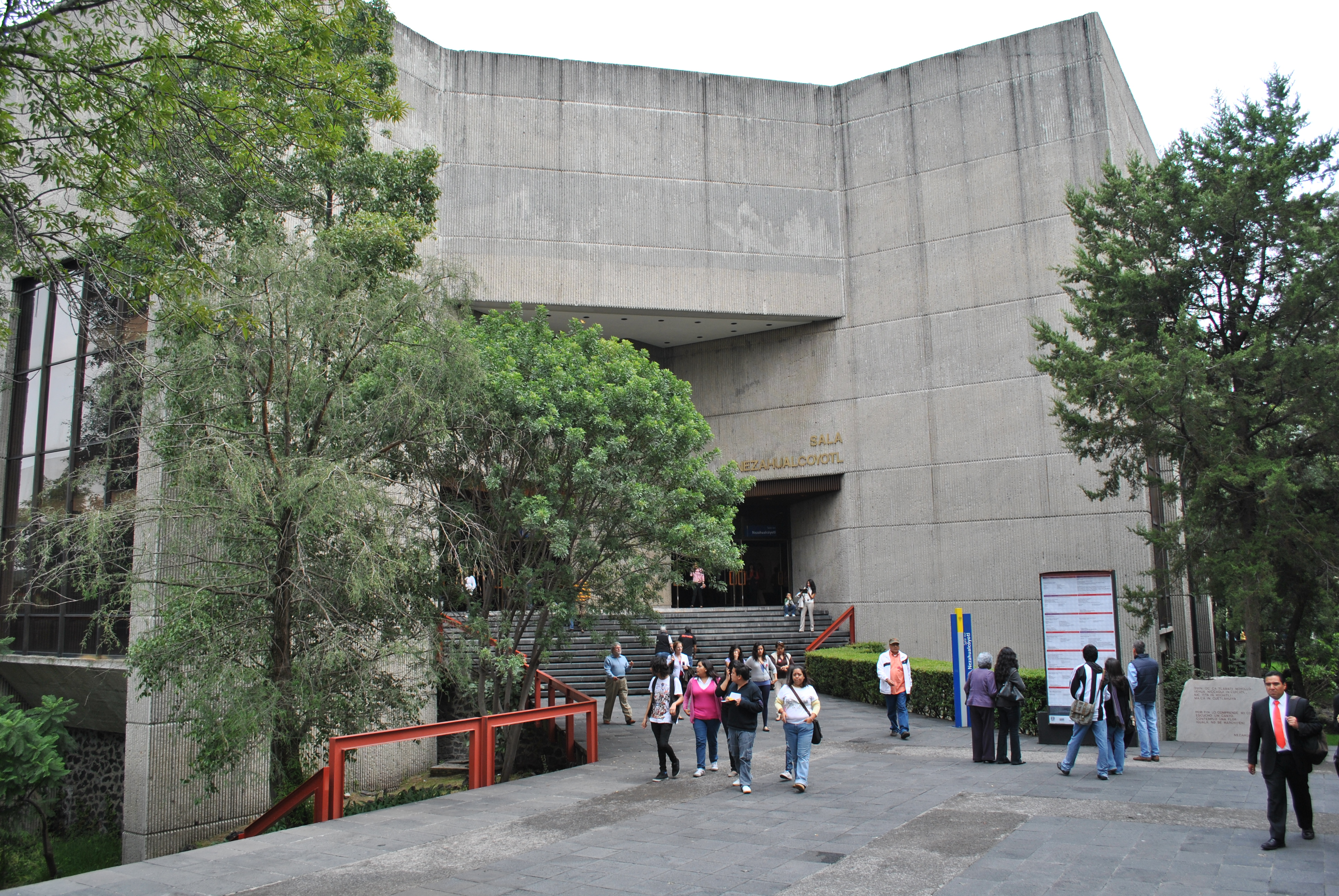
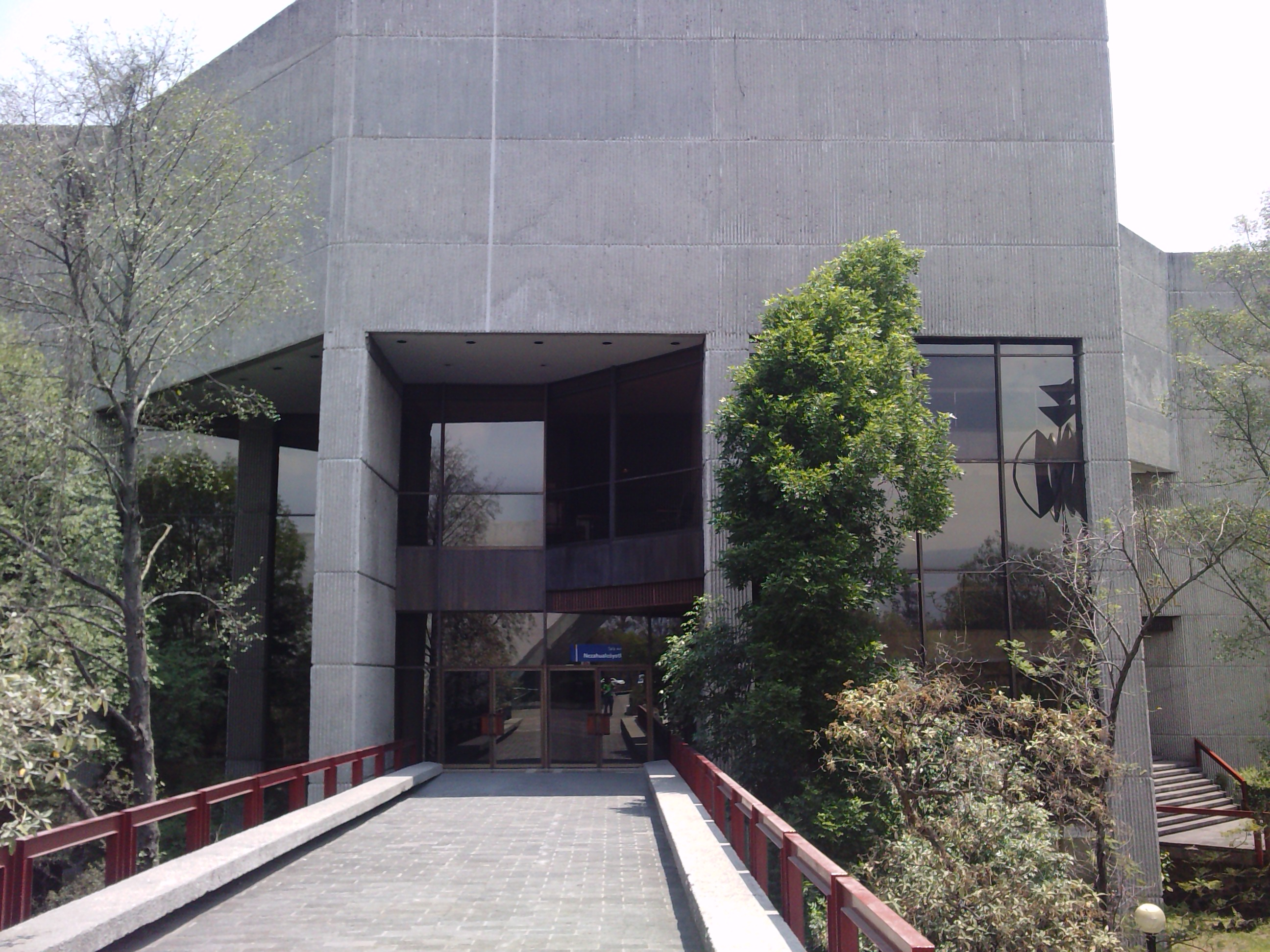
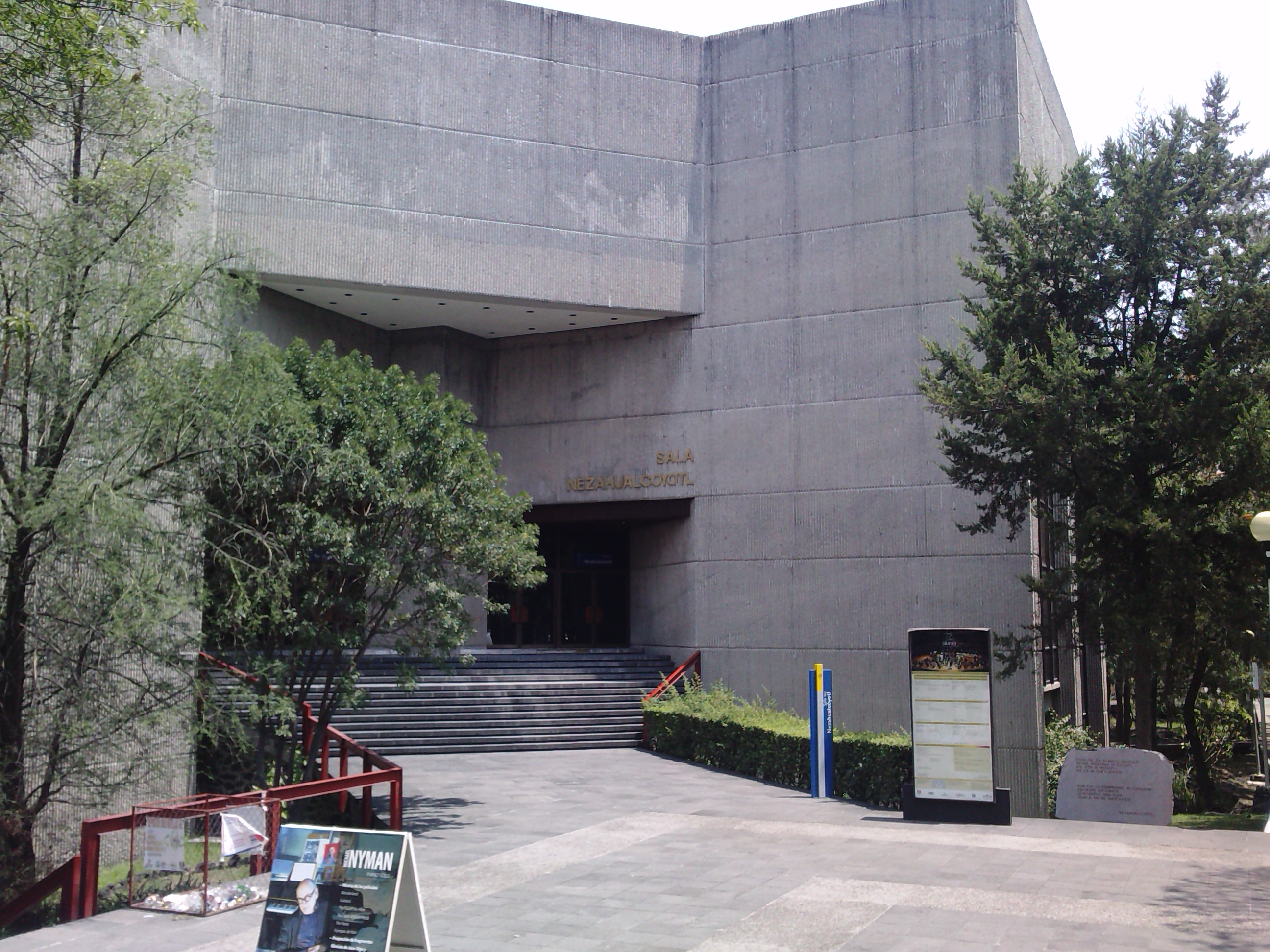